# Vadim Perelman

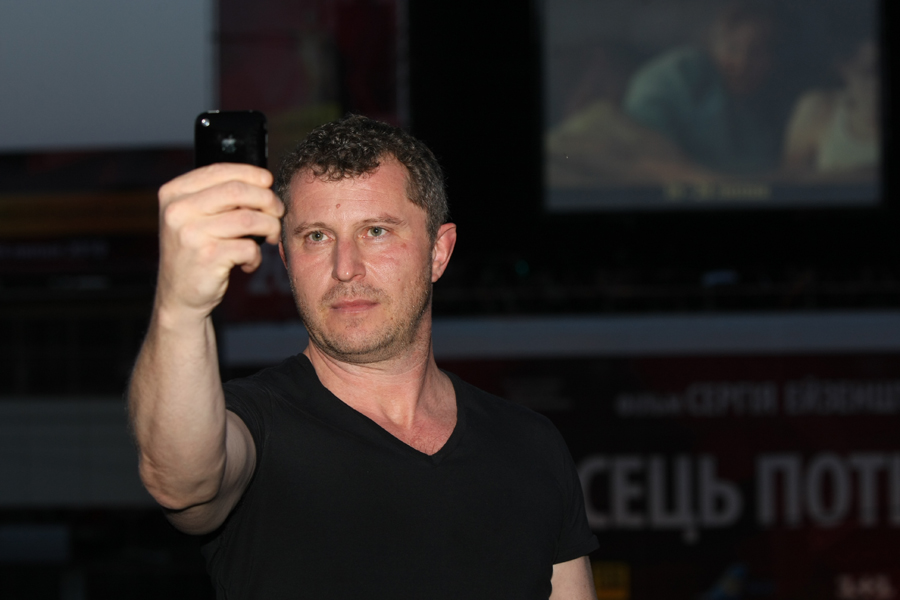
Vadim Perelman (2010)

Vadim Perelman (ukrainisch: Вадим Перельман; * 8. September 1963 in Kiew) ist ein ukrainisch-US-amerikanischer Filmemacher.

## Leben und Karriere
Perelman wurde als einziges Kind eines jüdischen Ehepaars in Kiew geboren. Als er neun Jahre alt war, starb sein Vater bei einem Unfall. Um der Enge des Sowjetregimes zu entkommen, zog seine Mutter mit ihm nach Westeuropa. Nach einigen Jahren in Wien und Rom, in der Mutter und Sohn an der Armutsgrenze lebten, fanden sie schließlich in Kanada eine Lebensgrundlage. Perelmann studierte nach der Schullaufbahn an der University of Alberta zunächst verschiedene Naturwissenschaften, bis er sich der Filmwissenschaft zuwandte. An der Ryerson University studierte er zwei Jahre an der Fakultät für Image Arts und gründete anschließend in Toronto seine eigene Produktionsfirma für Werbe- und Musikvideos. Der Durchbruch in diesem Bereich gelang ihm in Los Angeles, wo er für diverse international bekannte Marken Fernsehspots drehte. Daneben schuf er verschiedene Musikvideos. Sein Video zu Kelly Clarksons Because of you erhielt einen MTV Video Music Award.
Anfang des neuen Jahrtausends realisierte Perelman die Verfilmung des Romans Haus aus Sand und Nebel von Andre Dubus III, dessen Filmrechte er sich schon Jahre vorher gesichert hatte. Perelmann, der den Independentfilm selbst produzierte sowie das Drehbuch mitschrieb und Regie führte, konnte für das Projekt namhafte Darsteller wie Ben Kingsley und Jennifer Connelly, die iranische Schauspielerin Shohreh Aghdashloo sowie den Komponisten James Horner gewinnen. Der Film erschien 2003 in den Kinos und erhielt neben drei Oscarnominierungen diverse weitere Nominierungen und Preise für die Darstellerleistungen, das adaptierte Drehbuch, die Filmmusik und die Regie. Sein zweiter Film, der Thriller Das Leben vor meinen Augen, erschien 2007. Es handelte sich erneut um eine Literaturverfilmung nach der Vorlage eines Romans von Laura Kasischke. In den Hauptrollen sind Uma Thurman und Evan Rachel Wood zu sehen.

## Filmografie
- 2003: Haus aus Sand und Nebel (House of Sand and Fog)
- 2007: Das Leben vor meinen Augen (The Life Before Her Eyes)
- 2016: Tannenbäume 5 (Yolki 5)
- 2018: Kauf mich (Kupi menya)
- 2020: Persischstunden (Persian Lessons)